# لوروا إف. مايرز
لوروا إف. مايرز (بالإنجليزية: Leroy F. Meyers)‏ هو رياضياتي أمريكي، ولد في 30 يونيو 1927، وتوفي في 8 نوفمبر 1995.